# Bannenahalli, Krishnarajpet
Bannenahalli là một làng thuộc tehsil Krishnarajpet, huyện Mandya, bang Karnataka, Ấn Độ.